# ميخائيل فلايشر
ميخائيل فلايشر (بالإنجليزية: Michael Fleisher)‏ هو كاتب أمريكي، ولد في 1 نوفمبر 1942، وتوفي في 2 فبراير 2018 بسبب مرض آلزهايمر.